# Anna Úrsúla Guðmundsdóttir
Anna Úrsúla Guðmundsdótir (født 1. maj 1985 i Reykjavík) er en islandsk håndboldspiller som spiller som linjespiller for Valur Reykjavík.
Guðmundsdótir skiftede over til den ungarske klub Érdi VSE i juli 2011, men opsagde kontrakten blot få måneder senere på grund af personlige problemer. Érd forstod hendes beslutning, og Guðmundsdótir blev fritstillet fra sin kontrakt efter en gensidig aftale.

## Meritter
- Islandske mesterskab:
  - Vinder: 2010, 2011

- Islandske cup:
  - Vinder: 2010, 2011